# 블루원
블루원(영어: Blue1)은 핀란드의 항공 회사이자 스타 얼라이언스의 멤버로 허브 공항은 스톡홀름 알란다 공항, 코펜하겐 공항, 헬싱키 공항이 있다.

## 역사
1987년 3월 14일에 설립하였고 1988년에 최초로 취항이 시작하였다. 1995년 경영난으로 인해 1999년 스칸디나비아 항공에 인수 되었다. 2004년 현재의 사명으로 변경되었고 2006년 유럽 노선을 취항하기 시작했다. 2010년 1월 1일에 항공 동맹인 스타 얼라이언스(영어: Star Alliance)의 회원으로 가입했다. 최근 2015년, 모기업인 스칸디나비아 항공은 블루원을 시티제트에 매각하였다.

## 운항 노선
- 2012년 7월 기준으로 블루원은 다음과 같은 노선을 운항하고 있다.

### 코드쉐어 협정
- 블루원은 다음과 같은 항공사와 코드쉐어 협정을 하고 있으며 스타 얼라이언스 제휴 회원에 해당된다.

| - 브뤼셀 항공 - LOT 폴란드 항공 - 루프트한자 - 타이항공 | - 스칸디나비아 항공 - 스위스 국제항공 - 유나이티드 항공 |

## 보유 기종
- 2015년 12월부터 블루원은 보잉 717-200 전 대수를 퇴역되었다. 또한 스칸디나비아 항공에서 이전될 보잉 737-600은 도입이 보류되어 대체 기종이 없는 상태이다.[1][2]

## 사진

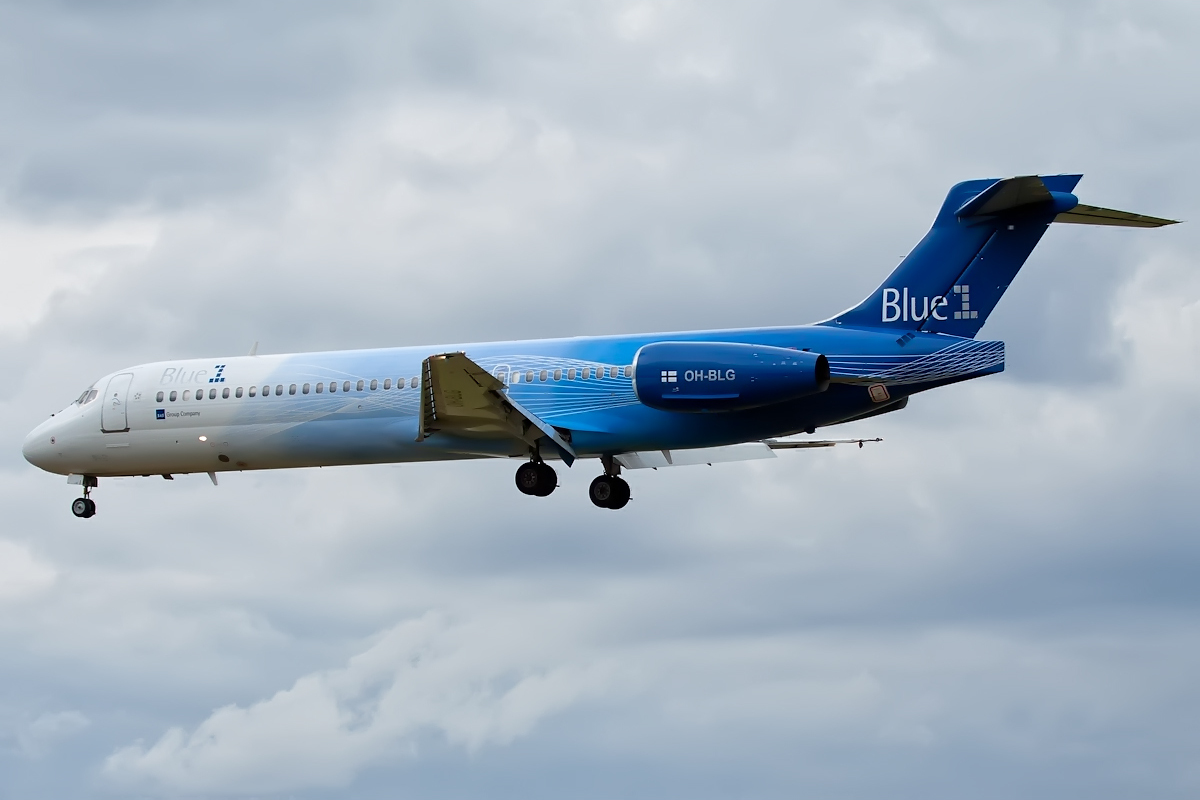
블루원의 보잉 717
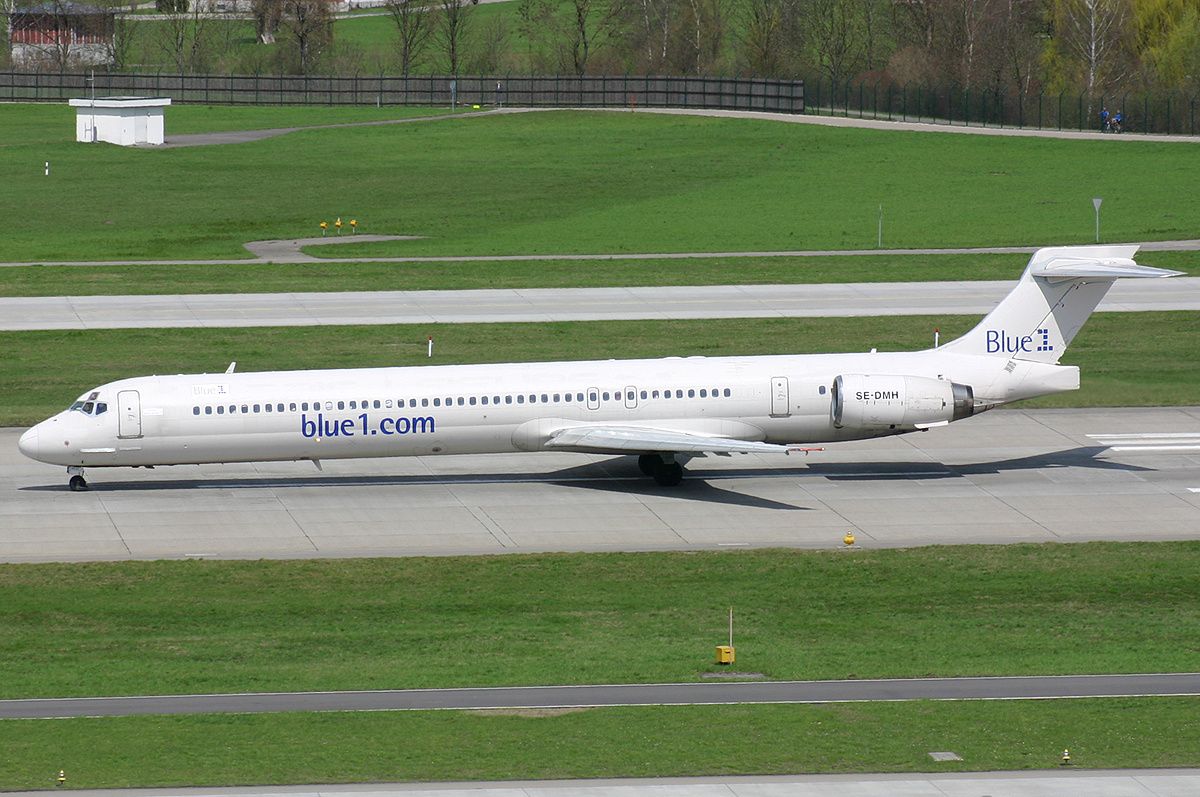
블루원의 맥도넬더글러스 MD-90
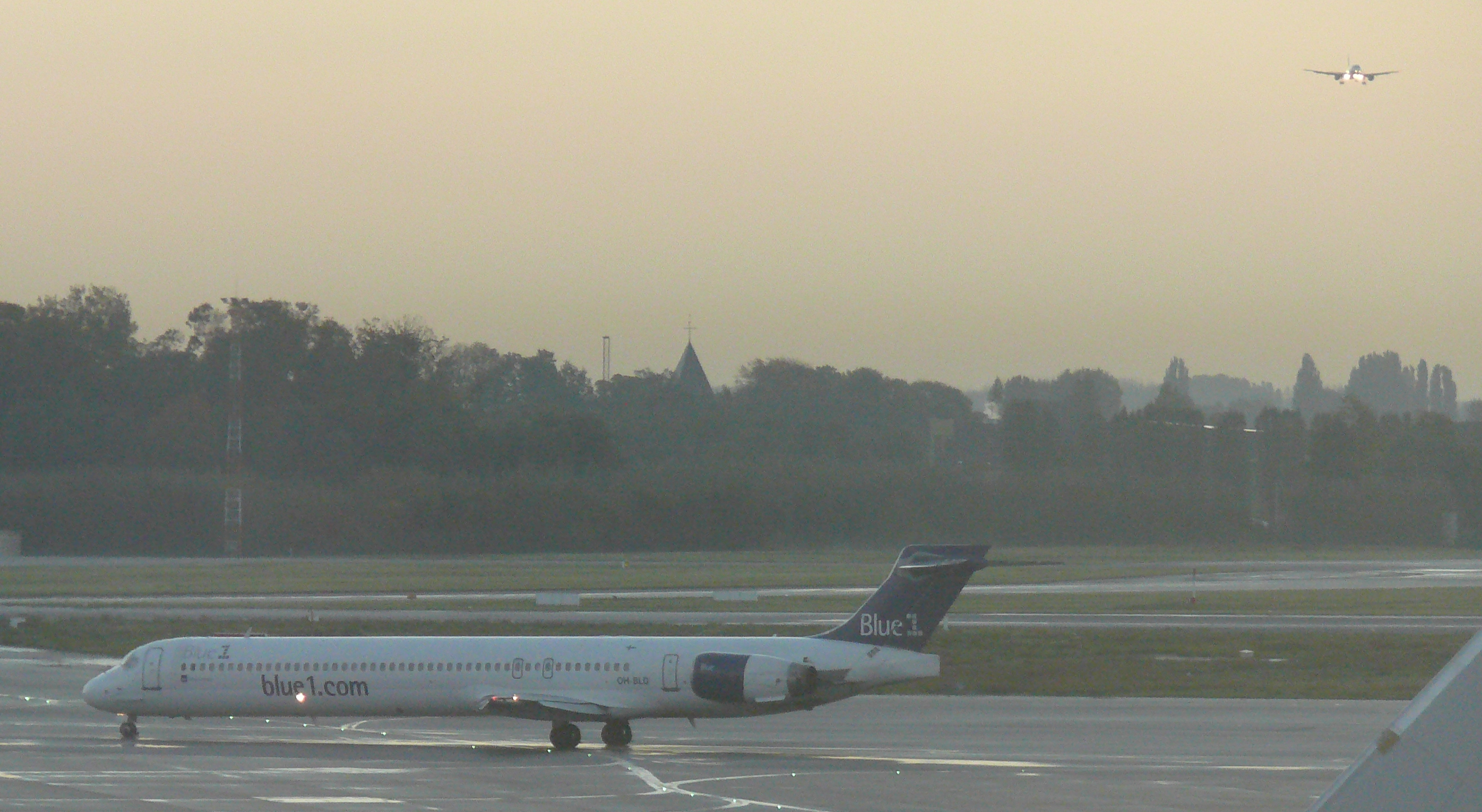
블루원의 맥도넬더글러스 MD-90